# Zbigniew Nowek
Zbigniew Włodzimierz Nowek (ur. 1 lipca 1959 w Bydgoszczy, zm. 17 czerwca 2019 w Prądkach) – polski oficer wywiadu, z wykształcenia prawnik, działacz opozycji w PRL.
W latach 1998–2001 szef Urzędu Ochrony Państwa, w latach 2005–2008 szef Agencji Wywiadu, w 2010 zastępca szefa Biura Bezpieczeństwa Narodowego.

## Życiorys
W 1984 ukończył studia na Wydziale Prawa i Administracji Uniwersytecie Mikołaja Kopernika w Toruniu. Studiował również historię. Jako student związał się z ruchem opozycyjnym, od wiosny 1980 działał w opozycyjnym wydawnictwie „Alternatywy”, w którym przed rozpoczęciem strajku w Stoczni Gdańskiej w sierpniu 1980 wydrukowano ulotkę w obronie Anny Walentynowicz. W latach 1980–1981 był przewodniczącym Niezależnego Zrzeszenia Studentów UMK. W następnych latach kontynuował działalność opozycyjną, zwłaszcza organizując druk i kolportaż wydawnictw drugiego obiegu.
Karierę w służbach specjalnych rozpoczął w 1990 od pracy w nowo utworzonym Urzędzie Ochrony Państwa. W latach 1990–1997 był szefem Delegatury UOP w Bydgoszczy. Jego działalność na tym stanowisku spotkała się z wysokim uznaniem przełożonych. W 1993 został przez prezydenta RP Lecha Wałęsę odznaczony Srebrnym Krzyżem Zasługi za działalność na rzecz umacniania bezpieczeństwa wewnętrznego kraju, zaś minister spraw wewnętrznych Andrzej Milczanowski przedterminowo mianował go na stopień kapitana. W 1996 otrzymał nagrodę od Ministra Spraw Wewnętrznych Zbigniewa Siemiątkowskiego za udaremnienie przemytu 25 kilogramów heroiny. W 1997 został nagrodzony przez Prezesa Rady Ministrów Włodzimierza Cimoszewicza za znaczące efekty pracy, zwłaszcza za wkład w walkę z przestępczością gospodarczą w zakresie ubezpieczeń.
W listopadzie 1997, po utworzeniu rządu AWS–UW został awansowany na stanowisko zastępcy szefa UOP, zaś w 6 lutego 1998 objął funkcję szefa Urzędu. Za pracę na tym stanowisku również otrzymywał nagrody i wyróżnienia. Za zasługi w działaniach związanych z akcesją Polski do NATO otrzymał nagrody od ministra–koordynatora służb specjalnych Janusza Pałubickiego w 1999 oraz od premiera Jerzego Buzka w 2000. W 2001 Jerzy Buzek nagrodził go w uznaniu zasług na rzecz bezpieczeństwa państwa i ochrony porządku konstytucyjnego. W okresie kierownictwa Nowka wiele procedur w Urzędzie dostosowano do standardów NATO.
Jednocześnie był krytykowany przez opozycję (głównie przez Sojusz Lewicy Demokratycznej). Oskarżany był o polityczne czystki w urzędzie: za jego kadencji zwolniono ponad 1400 funkcjonariuszy. Krytykowano zaangażowanie Urzędu w proces lustracyjny ówczesnego prezydenta Aleksandra Kwaśniewskiego. Według informacji przekazywanych przez Nowka w archiwach UOP miały znajdować się dokumenty świadczące o współpracy Kwaśniewskiego ze Służbą Bezpieczeństwa. Sąd Lustracyjny uznał jednak, że Kwaśniewski nie był tajnym współpracownikiem. W 2002 prokuratura wszczęła śledztwo w sprawie domniemanych nielegalnych działań Urzędu Ochrony Państwa przeciw prezydentowi, umorzone później z braku cech przestępstwa.
W 1999 jako szef UOP przyczynił się do rozpracowania trzech wysokich rangą żołnierzy WSI pod zarzutem szpiegostwa przeciwko Polsce. W styczniu 2000 z Polski wydalono 12 funkcjonariuszy rosyjskiej SWR pod przykryciem dyplomatycznym oskarżonych o szpiegostwo. Wykrycie rosyjskiej siatki szpiegowskiej przy Ambasadzie Federacji Rosyjskiej Nowek uznał za największy sukces polskich służb specjalnych po 1989. Sprawa ta również wywołała wiele kontrowersji. Opozycja twierdziła, że wydalenie dyplomatów przyczyniło się do znacznego pogorszenia stosunków polsko-rosyjskich. W 2006 jako szef Agencji Wywiadu doprowadził do zatrzymania na terenie Litwy wspólnie z funkcjonariuszami tamtejszego VSD funkcjonariusza wywiadu KGB Republiki Białorusi Siarhieja Monicza. Po ekstradycji do Polski białoruski szpieg złapany przez funkcjonariuszy VSD i AW został we wrześniu 2009 skazany przez Sąd Okręgowy w Warszawie na 5 i pół roku pozbawienia wolności.
25 października 2001 Nowek podał się do dymisji na znak protestu przeciwko planowanej przez rząd Leszka Millera reformie służb specjalnych (likwidacji UOP i utworzenia w jego miejsce Agencji Wywiadu i Agencji Bezpieczeństwa Wewnętrznego). Pozostając poza służbą krytykował likwidację UOP, a następnie zwalnianie funkcjonariuszy służb specjalnych przez nowe kierownictwo.
W Sejmie RP IV kadencji był ekspertem Sejmowej Komisji ds. Służb Specjalnych oraz Komisji śledczej ds. PKN Orlen z ramienia ugrupowań opozycyjnych. Współpracował z posłem Prawa i Sprawiedliwości Zbigniewem Wassermannem. Według informacji części mediów w 2000 Nowek jako szef UOP miał nie wydać ówczesnemu prokuratorowi Wassermannowi certyfikatu dostępu do informacji niejawnych, blokując w ten sposób jego powołanie na stanowisko prokuratora krajowego. Wassermann, który po zwycięstwie PiS w wyborach w 2005 objął funkcję ministra koordynatora służb specjalnych, zaprzeczył jednak jakoby nie otrzymał od UOP certyfikatu, dementując jednocześnie pogłoski o konflikcie między nim a Nowkiem.

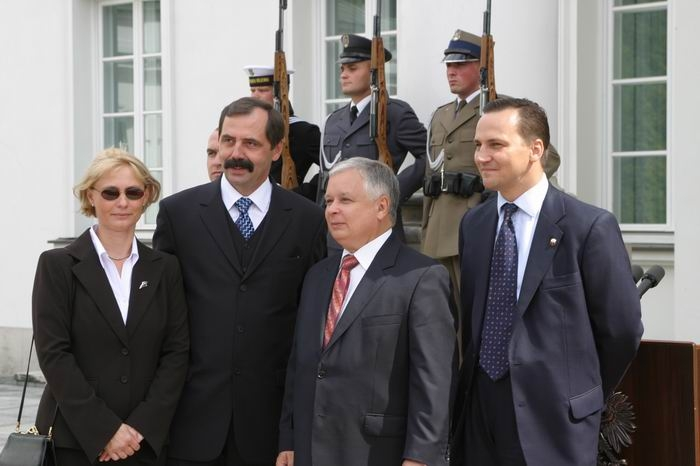
Szef Agencji Wywiadu Zbigniew Nowek (2. z lewej) w towarzystwie prezydenta RP Lecha Kaczyńskiego (w środku) i ministra obrony narodowej Radosława Sikorskiego (po prawej), po nominacji na stopień generała brygady (2006)

22 listopada 2005 Nowek został powołany przez Prezesa Rady Ministrów Kazimierza Marcinkiewicza na stanowisko szefa Agencji Wywiadu. 15 sierpnia 2006 został awansowany na stopień generała brygady przez prezydenta RP Lecha Kaczyńskiego. 22 stycznia 2008 premier Donald Tusk rozpoczął procedurę odwołania go z funkcji. 5 marca gen. bryg. Nowek został odwołany.
6 stycznia 2010 został powołany na stanowisko zastępcy szefa Biura Bezpieczeństwa Narodowego. 6 lipca 2010 złożył dymisję z zajmowanego stanowiska, a 7 lipca 2010 został odwołany.
6 grudnia 2010 odsłonił swój podpis w Alei Bydgoskich Autografów.
Zmarł 17 czerwca 2019 w Prądkach koło Bydgoszczy. Pochowany na cmentarzu w podbydgoskim Cielu.
24 czerwca 2019 jego imieniem nazwano salę posiedzeń Zarządu Województwa Kujawsko-Pomorskiego w Urzędzie Marszałkowskim (nr 208), w której w lutym 1981 roku odbywał się strajk studencki, współorganizowany przez Zbigniewa Nowka, a 27 września 2019 salę w Urzędzie Wojewódzkim w Bydgoszczy, gdzie odsłonięto również tablicę pamiątkową.
W 2022 kanał TVP3 Bydgoszcz zrealizował film dokumentalny przybliżający postać Zbigniewa Nowka.

## Ordery i odznaczenia
- 1993: Srebrny Krzyż Zasługi[13]
- 2000: Odznaka Zasłużony Działacz Kultury
- 2005: „Medal 25. Rocznicy Podpisania Porozumień Sierpniowych”
- 2007: Krzyż Komandorski Orderu „Za Zasługi dla Litwy”[14]
- 2009: Krzyż Komandorski Orderu Odrodzenia Polski[15]
- 2011: Odznaka Honorowa imienia gen. Stefana Roweckiego „Grota”
- 2015: Krzyż Wolności i Solidarności[16]
- 2019: Krzyż Komandorski z Gwiazdą Orderu Odrodzenia Polski (pośmiertnie)[17]
- 2019: Odznaka Honorowa za Zasługi dla Województwa Kujawsko-Pomorskiego (pośmiertnie)[18][19]